# 新亞歷山德里夫卡 (韋塞萊市鎮)
47°6′24″N 34°54′27″E / 47.10667°N 34.90750°E
新亞歷山德里夫卡（烏克蘭語：Новоолександрівка）是位於烏克蘭東南部的村莊，由扎波羅熱州梅利托波爾區的韋塞萊市鎮負責管轄。該村面積2.29平方公里，海拔高度71米，2001年人口651，人口密度每平方公里284.3人。